# Цокловца
Цокловца (словен. Coklovca) је некадашње насеље у општини Семич, регија Југоисточна Словенија, Словенија.

## Историја
До територијалне реорганизације у Словенији била је у саставу старе општине Чрномељ. 2001. године насеље је укинуто и припојено насељу Семич.

## Становништво
| Број становника према пописима | Број становника према пописима | Број становника према пописима | Број становника према пописима | Број становника према пописима | Број становника према пописима | Број становника према пописима | Број становника према пописима | Број становника према пописима | Број становника према пописима | Број становника према пописима | Број становника према пописима |
| ------------------------------ | ------------------------------ | ------------------------------ | ------------------------------ | ------------------------------ | ------------------------------ | ------------------------------ | ------------------------------ | ------------------------------ | ------------------------------ | ------------------------------ | ------------------------------ |
| 1869                           | 1880                           | 1890                           | 1900                           | 1910                           | 1931                           | 1948                           | 1953                           | 1961                           | 1971                           | 1981                           | 1991                           |
| 37                             | 36                             | 29                             | 36                             | 29                             | 29                             | 31                             | 32                             | 60                             | 69                             | 59                             | 74                             |

Напомена: Године 1990. умањено за део насеља који је припојен насељу Кашча. Године 2000. смањена за део насеља од којег је настало ново самостално насеље Совинек са деловима Оскоршница и Прапрот. Године 2001. припојен насељу Семич.